# Arantzazu
Arantzazu és un municipi de Biscaia (País Basc), a la comarca d'Arratia-Nerbion.
Per acord del ple de l'ajuntament, es va canviar el nom oficial del municipi d'Aránzazu a Arantzazu, recuperant-se la forma en euskera. Aquest canvi va ser oficialitzat per la resolució de l'11 de juny de 1981 de la Viceconselleria d'Administració Local, publicada en el BOPV del 20 de juliol.

## Població
- 289 habitants. (INE 2005).